# 利托梅日采
利托梅日采 （德语：Leitmeritz，利特梅里茨）是位于捷克北部拉贝河与奥赫热河交汇处的一座城市，距离布拉格西北方约64公里，2004年人口为25,517人。 
该地区所处的乌斯季州由于气候温和，适合水果和葡萄的生长，而被称作“波希米亚的花园”。

## 历史

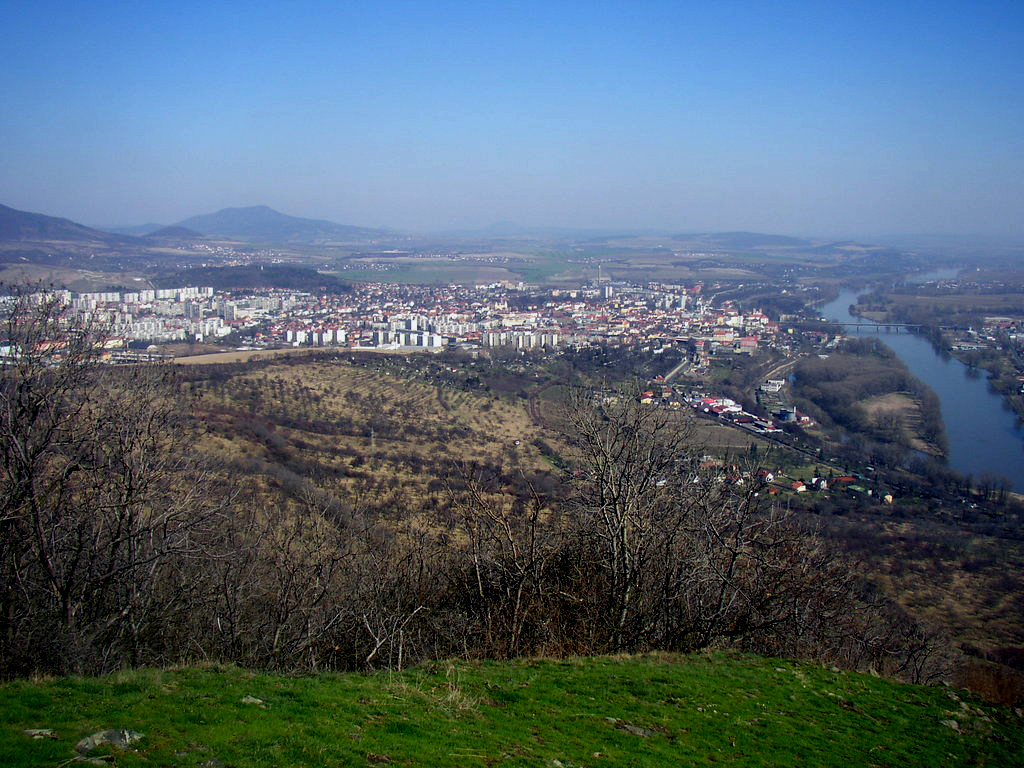
从Radobýl山看利托梅日采风景

早在公元10世纪，捷克最古老的城镇之一就建立在该地区，作为中世纪早期的斯拉夫要塞。1219年正式建立城市。从12世纪到17世纪是神圣罗马帝国重要贸易中心。15世纪胡斯战争期间，德国人口减少。在新教徒起义而导致的三十年战争后，1655年建立教区，城里的居民不得不接受天主教或离开。因此城市的捷克人减少并很大程度德国化。
1918年，奥匈帝国灭亡后，沿着德国边境的地区试图加入德奥共和国，该地区的大部分以前的奥地利居民使用的语言为德语，但是捷克斯洛伐克的军队阻止了该事件发生。1919年，根据圣日耳曼条约，波希米亚和摩拉维亚归捷克斯洛伐克管辖，包括日后引起政治纠纷的波希米亚和摩拉维亚中部的大片地区-苏台德地区。斯拉夫人重新在那里开始生活，但是人数不多。1938年，慕尼黑协定签订后，德国军队占领了苏台德地区。捷克人再度下降，大约5000人不得不再次离开。

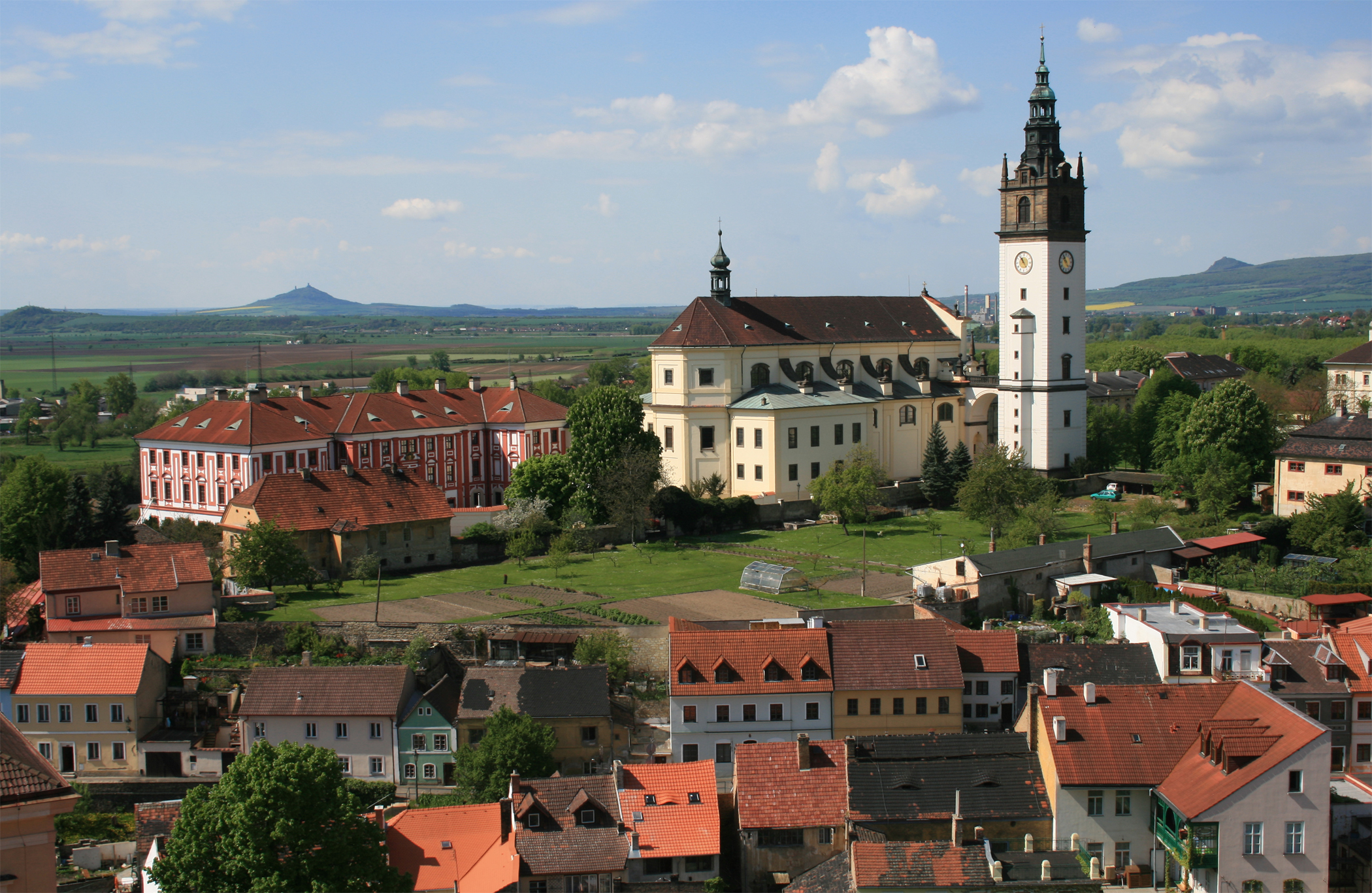
利托梅日采的圣斯蒂芬大教堂

第二次世界大战后期，在苏联红军的攻击下，德军撤退。1945年4月27日，捷克居民控制了城堡。几天后开始于纳粹谈判关于投降的条款。德意志國防軍于5月8日晚上停止抵抗，5月9日撤军，5月10日苏军进入城市。1945年8月，根据贝尼斯法令，该城市大部分德国人被驱逐。

## 姐妹城市
- 菲律宾卡兰巴 (1974年)
- 德国迈森 (1996年)
- 德国富尔达 (2001年)
- 菲律宾达比丹市 (2006年)
- 法國 阿尔芒蒂耶尔（2011年）